# Майер, Кристиан (горнолыжник)
Кристиан Майер (нем. Christian Mayer; род. 10 января 1972, Финкенштайн-ам-Факер-Зе, Каринтия) — австрийский горнолыжник, призёр Олимпийских игр и чемпионата мира, победитель этапов Кубка мира. Специализировался в слаломных дисциплинах.
В Кубке мира Майер дебютировал 15 декабря 1991 года, в декабре 1993 года одержал свою первую в карьере победу этапе Кубка мира, в гигантском слаломе. Всего имеет на своём счету 7 побед на этапах Кубка мира, 6 в гигантском слаломе и 1 в супергиганте. Лучшим достижением в общем зачёте Кубка мира, является для Майера 7-е место в сезоне 1998/99, в сезон 1993/94 победил в зачёте гигантского слалома.
На Олимпийских играх 1992 года в Альбервиле был 12-м в гигантском слаломе.
На Олимпийских играх 1994 года в Лиллехаммере завоевал бронзовую медаль в гигантском слаломе, 0,10 секунды уступив, ставшему вторым швейцарцу Урсу Келину, и 0,13 секунды выиграв, у занявшего четвёртое место норвежца Яна Эйнара Торсена, так же стартовал в комбинации, но не добрался до финиша.
На Олимпийских играх 1998 года в Нагано завоевал бронзовую медаль в комбинации, около 1,5 секунд уступив, ставшему вторым норвежцу Лассе Кьюсу, и лишь 0,08 секунды выиграв, у занявшего четвёртое место, своего партнёра по команде Гюнтера Мадера, кроме этого занял 5-е место в слаломе и 9-е место в гигантском слаломе.
За свою карьеру участвовал в четырёх чемпионатах мира, на чемпионате мира 1999 года завоевал бронзовую медаль в слаломе.
Завершил спортивную карьеру в 2005 году. После этого работал в различных компаниях производящих лыжную экипировку.

## Победы на этапах Кубка мира (7)
| № | Сезон   | Дата            | Место              | Дисциплина            |
| - | ------- | --------------- | ------------------ | --------------------- |
| 1 | 1993/94 | 13 декабря 1993 | Валь-д'Изер        | Гигантский слалом     |
| 2 | 1997/98 | 21 декабря 1997 | Альта-Бадия        | Гигантский слалом (2) |
| 3 | 1997/98 | 3 января 1998   | Краньска-Гора      | Гигантский слалом (3) |
| 4 | 1998/99 | 11 марта 1999   | Сьерра-Невада      | Супергигант           |
| 5 | 1999/00 | 22 декабря 1999 | Зальбах-Хинтерглем | Гигантский слалом (4) |
| 6 | 1999/00 | 8 марта 2000    | Краньска-Гора      | Гигантский слалом (5) |
| 7 | 1999/00 | 11 марта 2000   | Хинтерштодер       | Гигантский слалом (6) |